# 닌테다닙
닌테다닙(Nintedanib)은 오페브(Ofev)와 바르가테프(Vargatef)라는 특발성 폐 섬유증과 일부 비소세포 폐암(NSCLC) 치료에 사용하는 약물이다. 2020년 3월에는 미국에서 진행성 표현형인 만성 섬유화 간질성 폐질환(ILD) 치료 목적으로도 사용 승인되었다. 이는 시간이 지날수록 악화되기만 하는 해당 종류의 폐 섬유증에 대해, 미국 식품의약국(FDA)이 허가한 최초의 치료제이다.
흔한 부작용은 복통, 구토, 설사이다. 닌테다닙은 소분자 티로신 인산화효소 억제제에 속하며, 억제하는 표적 분자는 혈관내피 성장인자 수용체(VEGFR), 섬유아세포 성장인자 수용체(FGFR), 혈소판 유래 성장인자 수용체(PDGFR)이다.
베링거인겔하임에서 개발했으며, 특발성 폐 섬유증 치료 목적으로 2014년 미국에서 사용 허가를 받았다. 현재까지 특발성 폐 섬유증 치료제로 허가를 받은 약물은 닌테다닙과 피르페니돈뿐이다. 여러 연구에서 닌테다닙이 진행성 말기 폐 질환의 악화 속도를 늦출 수 있다는 것을 입증했다.